# ISO 13490
ISO/IEC 13490 (también conocido como ECMA-168) es el sucesor de ISO 9660, que pretende describir el sistema de archivos de CD-ROM o CD-R.
ISO 13490 tiene varias mejoras respecto a su predecesor. Se tiene en cuenta los atributos POSIX y los problemas de caracteres multibyte que no podían ser manejados por la ISO 9660. Es también un formato más eficiente, permite grabaciones incrementales, y permite que ambos ISO 9660 y ISO/IEC 13490 coexistan en el mismo medio. También especifica cómo usar la multisesión adecuadamente.

## Introducción
ISO / IEC 13490 se puede usar tanto para CD-ROM como para CD-WO para intercambiar archivos.
ISO / IEC 13490 es una mejora de ISO 9660 para aplicaciones de CD-ROM que ha eliminado varias restricciones y problemas de rendimiento de ISO 9660.
ISO / IEC 13346 e ISO / IEC 13490 siguen el mismo marco de volumen y estructura de archivos.
 ISO / IEC 13490 tiene definiciones comunes con ISO / IEC 13346 con respecto al reconocimiento de volumen y bloque de arranque, atributos de archivo, procedimientos de registro y estructura de registro.

ISO / IEC 13490 se publica en dos partes.

## Alcance
ISO / IEC 13490 especifica un formato y requisitos de sistema asociados para el reconocimiento de volumen y bloque de arranque, estructura de volumen, estructura de archivo y estructura de registro para el intercambio de información entre usuarios de sistemas de procesamiento de información utilizando CD-WO (un medio de disco compacto de escritura única), CD-WO híbrido (un disco compacto de escritura única con un área de solo lectura) y discos CD-ROM.

- CD-WO es una evolución de la tecnología de CD-ROM que permite la grabación de información en un medio de disco compacto de escritura única.
- Se puede grabar un conjunto de volúmenes que cumpla con ISO 9660 e ISO / IEC 13490. ISO / IEC 13490 es una mejora de ISO 9660. ISO / IEC 13490 permite un mayor intercambio de información utilizando CD-ROM.

Además, admite la grabación y actualización incremental de la información almacenada en un disco CD-WO. Bajo ciertas restricciones, todos los archivos pueden ser leídos tanto por un sistema receptor conforme a ISO 9660 como por un sistema receptor conforme a ISO / IEC 13490.

Esta norma consta de las siguientes cuatro partes:
- Parte 1: General
- Parte 2: Reconocimiento de volumen y bloque de arranque
- Parte 3: Volumen y estructura de archivos
- Parte 4: Estructura del registro

La Parte 1 especifica referencias, definiciones, notación y estructuras básicas que se aplican a las otras tres Partes.